# 릴리어스 호턴 언더우드
릴리어스 호턴 언더우드(Lillias Horton Underwood) (1851년 6월 21일 ~ 1921년 10월 29일),은 미국 출신의 의사이자 선교사이다.
호러스 그랜트 언더우드의 아내로서 결혼하기 전 이름은 릴리어스 스털링 호튼0Lillias Stirling Horton)이다.